# Cleyera panamensis
Cleyera panamensis là một loài thực vật có hoa trong họ Pentaphylacaceae. Loài này được (Standl.) Kobuski mô tả khoa học đầu tiên năm 1941.